# Wingfield Manor

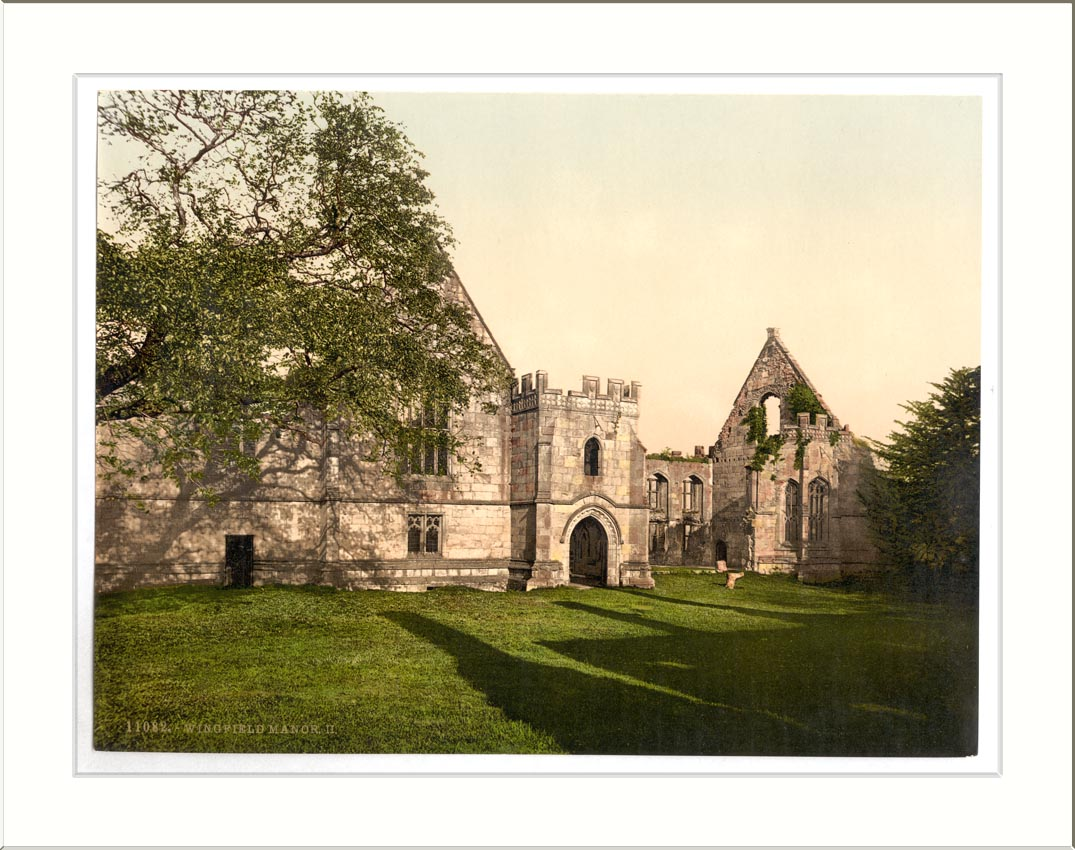
Wingfield Manor

Wingfield Manor ist die Ruine eines Herrenhauses etwa 7 km entfernt von der Kleinstadt Alfreton in der englischen Grafschaft Derbyshire. Heute wird ein Bauernhof auf einem Teil der alten Grundherrschaft betrieben.
Das bereits seit 1770 verlassene Anwesen wird heute von English Heritage verwaltet, ist aber nur im Rahmen im Voraus gebuchter Führungen an einem Samstag im Monat während der Sommermonate zu besichtigen. English Heritage hat das Haus als historisches Gebäude I. Grades gelistet und es gilt als Scheduled Monument.

## Geschichte

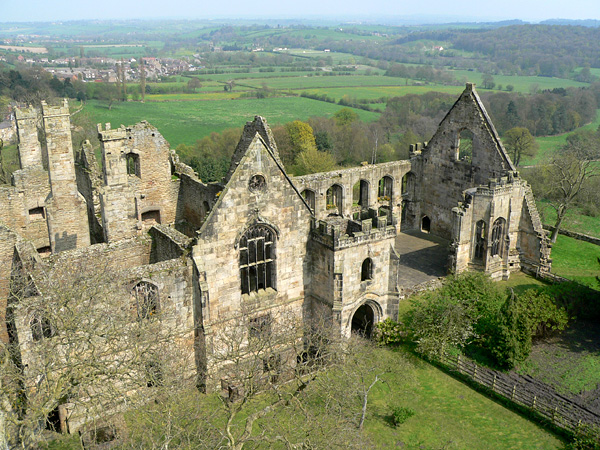
Blick über die Ruine nach Nord-Nordost, im Hintergrund das Dorf South Wingfield

Wingfield Manor ließ Ralph Cromwell, 3. Baron Cromwell, der damalige Lord Treasurer of England, um 1450 anstelle einer Burg aus dem 12. Jahrhundert errichten. Dann verkaufte er es an John Talbot, 2. Earl of Shrewsbury. Die Konstruktion dieses Herrenhauses lieferte die Inspiration für den Hampton Court Palace in London.
Dem 6. Earl of Shrewsbury vertraute die Krone die Sorge um Maria Stuart an, nachdem diese 1569 in Haft genommen wurde. Sie wohnte in verschiedenen Häusern des Adligen in ganz Derbyshire, darunter auch in Wingfield Manor. Hier könnte sie Anthony Babington getroffen haben, dessen Familie in ‘’Dethick’’ ganz in der Nähe lebte. Babington organisierte die Babington-Verschwörung, eine katholische Verschwörung gegen Königin Elisabeth I. Der Walnussbaum im nördlichen Hof soll aus den Samen der Walnuss gewachsen sein, deren Saft sich Anthony Babington ins Gesicht schmierte, um sich unkenntlich zu machen und so in das Haus zu gelangen, um Maria zu treffen. Leider ist der Baum nicht alt genug, dass diese Geschichte wahr sein könnte.
In der Zeit des englischen Bürgerkrieges befand sich das Haus in den Händen von John Talbot, 10. Earl of Shrewsbury, einem Unterstützer der Parlamentaristen. Das Herrenhaus wurde 1643 von den Royalisten erobert und im Folgejahr von den Parlamentaristen nach einer Belagerung zurückerobert. Das Anwesen lag damals auf einer strategisch wichtigen Position an der wichtigsten Nord-Süd-Verbindungsstraße des Landes. Am Ende des Bürgerkrieges wurde das Haus teilweise geschleift, aber einige Jahre später ließ es Immanuel Halton, ein Astronom, renovieren. Später wurde es weiter beschädigt, als man daraus Bausteine zum Bau der Wingfield Hall im Tal entnahm.
In den Überresten findet man heute einen noch nutzbaren Turm sowie Teile eines größeren Turms, in dem sich vor dem englischen Bürgerkrieg eines der ersten Wasserspülsysteme in England befand. Ein Wassertank oben auf dem Turm konnte durch die Toilette in den Graben entleert werden. Die Überreste des Rittersaals, einst eines der größten im Lande, enthält einen Erker, wo die Sonne einst durch farbiges Glas auf die Speisetafel schien. In den Gewölben unter dem Rittersaal wurden früher Wein, Bier und Nahrungsmittel gelagert. Von dort aus führten an allen vier Ecken Treppen nach oben in den Rittersaal. Die Küchen waren mit dem Rittersaal durch einen Gang verbunden. Man kann heute noch die Überreste von zwei Backöfen sehen, ebenso wie zwei große, offene Kamine. Entlang der Kurtine und an den Türmen kann man noch die Beschädigungen erkennen, die durch Kanonenkugeln verursacht wurden. Eine von ihnen, an der Nordmauer, zeigt durch ihre Form die Richtung, aus der die Kanonen bei der Belagerung 1644 feuerten. Es waren vier 32-Pfünder, die man sich für diese Gelegenheit ausgeliehen hatte. Anfangs waren diese Kanonen auf einem Hügel im Osten des Hauses platziert worden, aber die Entfernung war zu groß und so wurde nur eine halbmondförmige Batterie vor dem Haupttor beschädigt, die heute von Pflanzen überwuchert, aber noch sichtbar ist. Es gibt auch eine große, steinerne Scheune, deren innere Holzvertäfelung bemerkenswert ist. Das Tor oberhalb des Eingangs zum nördlichen Hof enthält in Stein gehauene Geldbeutel, das Zeichen für den Schatzmeister, Lord Cromwell.

### Maria Stuart in Wingfield Manor
Im August 1569 wollte der Earl of Shrewsbury Maria Stuart aus Wingfield Manor wegbringen. Er wollte sie nach Sheffield bringen, da Wingfield Manor gereinigt werden musste. Dort lebten zu diesem Zeitpunkt 240 Menschen und das Herrenhaus war „unappetitlich verschmiert“. In Sheffield besaß der Earl zwei Anwesen, Sheffield Castle und Sheffield Manor und konnte die schottische Königin leicht von einem ins andere umquartieren, wenn eine Reinigung notwendig werden sollte. Als das Rising of the North im November 1569 begann, befand sich Maria Stuart noch in Wingfield Manor. Der Earl of Shrewsbury hörte damals von einer Verschwörung zur Befreiung der schottischen Königin. Der Earl of Northumberland und seine Gattin weilten zu dieser Zeit im nahegelegenen Wentworth House. Der angebliche Fluchtplan bestand darin, dass die Countess of Northumberland sich als Krankenschwester ausgeben und zur Betreuung von Christine Hogg, der schwangeren Gattin des Stickers Bastian Pagez kommen sollte. Die Countess war „so etwas wie die Königin in Person“ und sollte Maria Stuarts Platz einnehmen, während diese verschwand.
Königin Elisabeth schrieb am 14. März 1570 an den Earl of Shrewsbury und gab ihm die Erlaubnis, Maria Stuart nach Wingfield Manor zurückzubringen, weil die Wasserversorgung von Tutbury Castle unzureichend war. Der Earl hatte gehofft, Maria nach Chatsworth House bringen zu dürfen und hatte dort bereits Vorkehrungen getroffen.